# Byron Castillo
Byron David Castillo Segura (Generaal Villamil, Ecuador; 10 november 1998) is een Ecuadoraanse voetballer. Hij speelt als verdediger en speelt momenteel voor Barcelona Sporting Club in de Ecuadoraanse Serie A.